# 澎湖生活博物館
23°34′01″N 119°34′45″E / 23.56694°N 119.57917°E
澎湖生活博物館，座落於臺灣澎湖縣馬公市关于澎湖风俗和文化的博物馆。

## 歷史
1998年，這所博物馆被决定作为该县重大建设项目的一部分。2001年，國立臺北藝術大學受委托进行初步研究，为此一项目启动奠定基础。 2003年，澎湖县政府为博物馆的设计和建设编制预算，博物馆于2010年4月3日开幕。

## 建筑
博物馆有四层楼與一層地下室。